# Otto Ernst Remer
Otto-Ernst Remer (Neubrandenburg, Mecklemburgo-Pomerania Occidental, 18 de agosto de 1912-Marbella, Málaga, 4 de octubre de 1997) fue un oficial alemán que desempeñó un papel decisivo en el fracaso del golpe del 20 de julio de 1944 contra Adolf Hitler. Antisemita y nacionalsocialista convencido, en los años posteriores a la guerra se convirtió en político de extrema derecha, fundando el Partido Socialista del Reich, el primer partido ilegalizado por el Gobierno Federal de Alemania. Pendiente de una investigación, huyó al exilio en Egipto, Siria y finalmente España, de donde nunca sería extraditado a pesar de la orden en su contra. 
Como general de la Wehrmacht en la Segunda Guerra Mundial, Remer es considerado de los más destacados militares alemanes en el teatro europeo de la contienda. Participó en la ofensiva de las Ardenas y fue clave en el desarrollo de grandes batallas en el frente oriental. En marzo de 1945, destruyó con su división varios destacamentos soviéticos, en lo que sería la última acción de este tipo por las fuerzas terrestres alemanas. Si bien jamás fue miembro del NSDAP, Remer fue conocido por su absoluta devoción al Tercer Reich y a Hitler. 
Después de la guerra, se inmiscuyó en política, defendiendo con fervor el legado de Hitler y el nacionalsocialismo, además de ser un activo negacionista del Holocausto y defensor de la idea de la «ocupación judía de Alemania». Su hábil retórica, sumada al hecho de ser considerado un héroe de guerra (sobre todo por los activistas de la derecha política), aumentó su popularidad entre los nostálgicos del nazismo, hasta el punto de llegar a preocupar en gran medida a las autoridades alemanas. Con motivo de las elecciones alemanas de 1949, fundó el Partido Socialista del Reich, alcanzando dos escaños y siendo la primera organización política en ser prohibida en Alemania de acuerdo con la Sección 86a del código penal alemán.
Perseguido por la justicia, Remer se exilió primero en Egipto, donde se convertiría en un entusiasta defensor del panarabismo y en asesor militar del presidente Nasser entre 1953 y 1954. Ese año, en el marco de la República Árabe Unida, se mudó a Siria, donde vivió seis años, destacando como traficante de armas y dedicándose a brindar refugio a criminales de guerra nazis expatriados.

## Biografía
Remer nació en la ciudad de Neubrandenburg Mecklemburgo, el 18 de agosto de 1912. Fue el mayor de seis hermanos criados de una gran familia protestante. Su padre era Otto Ernst August Martin Remer, inspector de la propiedad y más tarde inspector judicial, nacido el 12 de noviembre de 1888 en Neubrandenburg. Su madre era Elisabeth Auguste Friederike, nacida en Peregrino un 17 de enero de 1889. La familia Remer, oriunda de Neubrandenburg, habían sido artesanos independientes por generaciones. Dos de los hermanos de Otto Ernst cayeron en combate como soldados durante la Segunda Guerra Mundial. Se unió al ejército de la República de Weimar (Reichswehr) en 1932.

### Servicio en la guerra
En abril de 1942, siendo comandante, fue destinado al Regimiento de infantería Großdeutschland para liderar el IV Batallón, una unidad especial compuesta por  alemanes que daba soporte a los tres batallones de fusileros de este regimiento de élite.
En febrero de 1943 comanda el primer batallón mecanizado del Regimiento de Granaderos Großdeutschland, después de la conversión del regimiento de infantería en división. Sus tropas, montadas en semiorugas, cubrieron la retirada de un cuerpo de tanques de las Waffen-SS durante la cuarta batalla de Járkov. Fue condecorado con la Cruz de Caballero por sus servicios como comandante de batallón y en noviembre de 1943 recibió las Hojas de Roble por su liderazgo en Krivói Rog.
En marzo de 1944, después de ser herido, el mayor Remer fue elegido para comandar el Wachbattalion Großdeutschland, una unidad que llevaba a cabo tareas de seguridad y representación en Berlín.
Durante este tiempo, Remer y sus hombres fueron sin saberlo parte del complot del 20 de julio que pretendía dar un golpe de Estado asesinando a Adolf Hitler. Después de recibir la orden del general Paul von Hase de arrestar al ministro de Propaganda Joseph Goebbels, Remer tomó contacto personal con el ministro. Se ordenó entonces que Remer debía hablar por teléfono con el mismísimo Hitler, a quien debía su juramento de lealtad. Hitler le preguntó a Remer si reconocía su voz y luego le dio orden de acabar con el complot con el conjunto de sus tropas, lo cual hizo. Esa misma noche fue ascendido a coronel (Oberst).
Remer comentó su participación en los hechos de julio de 1944 en la serie documental de la BBC El mundo en guerra (The World At War). No parecía tener remordimientos por su papel en acabar con el complot ni con la guerra en general. Lo mismo se puede decir de su aparición haciendo de sí mismo (dando consejos a un joven actor que iba a interpretar su papel) en el documental alemán sobre el atentado del 20 de julio de 1944, rodado por el historiador alemán Joachim Fest.
Remer comandó, en la Prusia Oriental y con poco éxito, una expandida Führerbegleitbrigade, una unidad de campaña formada a partir de hombres de la Großdeutschland. Su unidad sufrió muchas bajas, parece ser que debido a su conducción. La brigada fue transferida al oeste para la batalla de las Ardenas en diciembre de 1944 y de nuevo sufrió grandes bajas y pocos éxitos.
En 1945, cuando la Führer Begleit Brigade fue elevada a división, fue ascendido a mayor general y se le puso al mando de la misma. Se volvió a poner en duda sus dotes de mando al frente de la división cuando movió esta a Silesia en marzo de 1945. Fue capturado por el Ejército norteamericano y fue prisionero de guerra hasta 1947.

### Vida política
Remer fundó en 1950 el Partido Socialista del Reich (en alemán: Sozialistische Reichspartei Deutschlands), que fue ilegalizado en 1952 por la justicia de la República Federal Alemana, habiendo conseguido 360.000 votos en el estado de Baja Sajonia y 16 escaños en el parlamento de dicho land. En Bremen también tuvo representación en el parlamento con 8 escaños.
En octubre de 1992, Remer fue sentenciado a varios meses de cárcel por escribir y publicar varios artículos que argumentaban su negación del Holocausto.

### Exilio y muerte
En febrero de 1994 Remer se exilió en España para evitar hacer frente a su responsabilidad judicial por las declaraciones públicas en las que cuestionaba el Holocausto. Remer apoyó de manera entusiasta los estudios llevados a cabo por figuras clave del negacionismo como Fred Leuchter y Germar Rudolf.
La Audiencia Nacional española falló en contra de la petición de extradición del Gobierno alemán, pues según la legislación española no existía el delito de negación del genocidio, y, por lo tanto, no había cometido ningún crimen. El Ministerio de Justicia español había denegado la condición de refugiado, así como el asilo a Remer en julio de 1994. Remer vivió posteriormente en Egipto y Siria, siendo fugitivo de la justicia alemana hasta su muerte en 1997, a los 85 años de edad, en la ciudad turística de Marbella, en el sur de España.

## Condecoraciones
- Cruz de hierro de segunda clase
- Cruz de hierro de primera clase
- Cruz alemana en oro
- Cruz de Caballero de la Cruz de Hierro
- Hojas de roble para la Cruz de Caballero
- Distintivo de herido en oro
- Medalla del frente oriental 1941/42
- Insignia de combate cuerpo a cuerpo en plata
- Premio al largo servicio en la Wehrmacht (12 años)
- Medalla al valor militar en 4.º grado de primera clase (Bulgaria)

## Libros
- 20. Juli 1944 (20 de julio de 1944). Verlag Hans Siep, Hamburg-Neuhaus/Oste, 1951.
- 20. Juli 1944 (20 de julio de 1944) (quinta edición). Verlag Deutsche Opposition, Hamburg-Neuhausen, 1951.
- Verschwörung und Verrat um Hitler. Urteil des Frontsoldaten (Conspiración y traición a Hitler. Veredicto de un soldado de primera línea) (quinta edición). Remer Heipke, Bad Kissingen, 1993, ISBN 3-87725-102-1.
- Kriegshetze gegen Deutschland: Lüge und Wahrheit über die Ursachen beider Kriege (Incitación a la guerra contra Alemania: verdad y mentiras acerca de las causas de las dos guerras). Remer-Heipke, Bad Kissingen, 1989.